# Puchar Świata w Zapasach 2013 – styl wolny kobiet
Zawody Pucharu Świata w 2013 roku w stylu wolnym kobiet odbyły się pomiędzy 15–16 maja w Ułan Bator w Mongolii.

## Ostateczna kolejność drużynowa
| Poz. | Państwo           |
| ---- | ----------------- |
|      | Chiny             |
|      | Mongolia          |
|      | Japonia           |
| 4.   | Stany Zjednoczone |
| 5.   | Indie             |
| 6.   | Białoruś          |
| 7.   | Kanada            |
| 8.   | Kazachstan        |

## Wyniki

### Grupa A
| Grupa A              |
| -------------------- |
| 1. Chiny             |
| 2. Stany Zjednoczone |
| 3. Białoruś          |
| 4. Kazachstan        |

### Mecze
- Chiny -  Białoruś 7-0
- Stany Zjednoczone -  Kazachstan 7-0
- Białoruś -  Kazachstan 5-2
- Stany Zjednoczone -  Chiny 2-5
- Stany Zjednoczone -  Białoruś 7-0
- Chiny -  Kazachstan 6-1

### Grupa B
| Grupa B     |
| ----------- |
| 1. Mongolia |
| 2. Japonia  |
| 3. Indie    |
| 4. Kanada   |

### Mecze
- Kanada -  Mongolia 3-4
- Japonia -  Indie 5-2
- Japonia -  Kanada 5-2
- Mongolia -  Indie 5-2
- Kanada -  Indie 3-4
- Mongolia -  Japonia 4-3

### Finały
- 7-8  Kazachstan -  Kanada 1-6
- 5-6  Białoruś -  Indie 2-5
- 3-4  Stany Zjednoczone -  Japonia 3-4
- 1-2  Chiny -  Mongolia 4-3

## Klasyfikacja indywidualna
| Waga  |                          |                             |                                    | 4                                 | 5                            | 6                                 | 7                                          | 8                          | 9                      |
| ----- | ------------------------ | --------------------------- | ---------------------------------- | --------------------------------- | ---------------------------- | --------------------------------- | ------------------------------------------ | -------------------------- | ---------------------- |
| 48 kg | Sun Yanan                | Yuki Irie                   | Jasmine Mian                       | Alyssa Lampe                      | Cogtbadzaryn Enchdżargal     | Priyanka Singh Zulfija Jachjarowa | ----                                       | Alina Ryżowa               | ----                   |
| 51 kg | Jessica MacDonald        | Yu Miyahara                 | Li Shuang                          | Tatjana Bakatiuk                  | Jessica Medina Vinesh Phogat | ----                              | Iryna Kuraczkina Erchembajaryn Dawaaczimeg | ----                       | ----                   |
| 55 kg | Helen Maroulis           | Sündewijn Bjambceren        | Chiho Hamada                       | Babita Kumari                     | Cong Wenping                 | Kaciaryna Hanczar-Januszkiewicz   | Brittanee Laverdure                        | Akziya Dautbayeva          | Gułszaharat Tałasowa   |
| 59 kg | Michelle Fazzari         | Geeta Phogat Li Hui         | ---                                | Allison Ragan                     | Tungalagijn Mönchtujaa       | Nadzieja Michałkowa               | Kiwa Sakae Lyudmila Mironova               | ---                        | Sücheegijn Cerenczimed |
| 63 kg | Sorondzonboldyn Batceceg | Elena Pirozhkova Yurika Itō | ----                               | Zhou Zhangting                    | Justine Bouchard             | Anita Sheoran                     | Madina Sidakowa                            | Daria Khamdiyeva           | ----                   |
| 67 kg | Xu Haiyan                | Veronica Carlson            | Navjot Kaur Oczirbatyn Nasanburmaa | ----                              | Chiaki Iijima                | Megan Buydens                     | Kryscina Fiedaraszka                       | Zarina Kunangarajewa       | ----                   |
| 72 kg | Hiroe Suzuki             | Zhang Fengliu               | Badrachyn Odonczimeg               | Halina Leuczanka Brittany Roberts | ----                         | Jyoti                             | Elmira Syzdykowa                           | Hong Yan Oczirbatyn Burmaa | Leah Callahan          |